# Vostu
Vostu es una empresa latinoamericana desarrolladora de juegos sociales y mobile con fuerte presencia en Brasil. Tiene más de 50 millones de jugadores alrededor del mundo. Sus juegos sociales y Casuales están disponibles en Facebook, Orkut y Google+, y los juegos y aplicativos para teléfonos móviles en Android y iOS.

## Historia
Fundada en 2007, Vostu fue la mayor desarrolladora de juegos sociales de Brasil y América Latina dirigida por Daniel Kafie CEO
Los principales juegos desarrollados por Vostu son: Minizaenda, Café Mania, MegaCity entre otros. Los juegos sociales están disponibles en el Orkut, Facebook y los juegos Mobile en  Google Play y Apple Store. Al día de hoy, más de 100 millones de usuarios se encuentran registraros en las aplicaciones y juegos de Vostu. Esto corresponde a que uno de cada cuatro brasileños ya jugaron a uno o más de sus productos.
En año 2011 fue considerada por la revista Forbes como una de las 10 mejores startups en Brasil y la revista Business Insider la incluyó en la lista de las 100 startups más valiosas del mundo.
En 2011, la compañía anunció la compra de MP Game Studio, una empresa dedicada a los juegos casuales y adgames, comenzando a producir juegos casuales.
Más tarde, ese mismo año, fue demandado por Zynga, alegando derechos de autor. Un acuerdo entre las empresas cerro el caso.
A principios de 2012, Vostu llevó a cabo una reestructuración de los diversos sectores de la compañía, concentrando el desarrollo de juegos en la sede de Buenos Aires (Argentina) y las operaciones comerciales y desarrollo de nuevos negocios en la sede de Sao Paulo (Brasil).
A mediados de 2012 la empresa demuestra los resultados de este proceso de reestructuración con el lanzamiento de nuevos juegos sociales, casuales y para dispositivos móviles.

## Directores
Daniel Kafie, CEO 

## Juegos

### Juegos Mobile
- Elemental
- Riddle Pic
- Shaking Vegas

### Juegos Sociales
- Mini Fazenda
- Café Mania
- Magic Valley
- MegaCity

### Descontinuados
- World Mysteries
- Word Show
- Milhão na Mesa
- Flying Kingdoms
- Joga Craque
- Mega Poker / Vostu Poker
- Pet Mania
- Rede do Crime
- Gol mania